# Commission diocésaine d'art sacré
Les commissions diocésaines d'art sacré (CDAS) portées par la constitution conciliaire Sacrosanctum Concilium du 4 décembre 1963, promulguée par le concile Vatican II, ont pour rôle « de promouvoir la création artistique et favoriser la formation des fidèles dans le domaine de l’art sacré », et de collaborer dans la sauvegarde du patrimoine religieux.
Sur le plan national, les CDAS sont regroupées en France en un Comité national d'art sacré.

## Le Comité national d'art sacré
Le Comité national d'art sacré est un organisme dépendant du Comité national de Pastorale liturgique, sous la responsabilité de la Commission épiscopale de Liturgie de la liturgie de l'Église de France, qui assure la liaison sur le plan national avec les services de la Direction du Patrimoine du Ministère de la Culture.
Les évêques lui ont donné pour mission de veiller à la qualité des créations artistiques dans les églises, en particulier à la rectitude liturgique et la justesse esthétique des aménagements cultuels.
Le comité a organisé des expositions :
- Sainte Thérèse d'Avila dans l'art contemporain, Palais du Luxembourg, juillet 1983, œuvres d'Ode Bertrand, Simona Ertan, Henri Guérin, Jean-Marie Martin.

## L'association Art d'Église
L'association Art d'Église, fondée en 1994 par la commission de liturgie des évêques de France, est ouverte à tous ceux qui souhaitent voir encourager une création artistique contemporaine de grande qualité dans les églises et les cathédrales, dans le respect des œuvres d'art héritées des temps anciens. 